# Aristaeomorpha foliacea
Aristaeomorpha foliacea är en kräftdjursart som först beskrevs av Risso 1827.  Aristaeomorpha foliacea ingår i släktet Aristaeomorpha och familjen Aristeidae. Inga underarter finns listade i Catalogue of Life.

## Bildgalleri

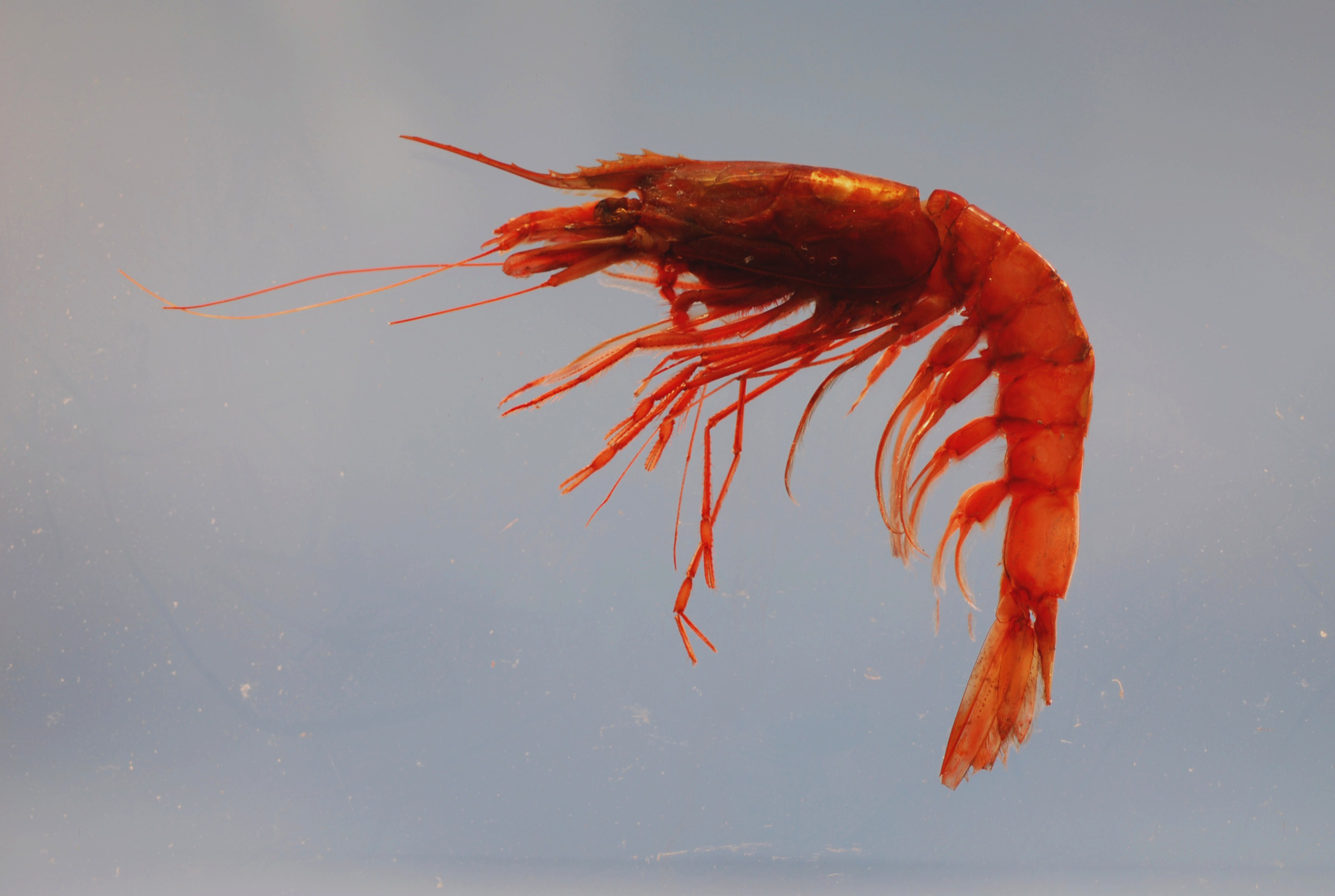